# Flexión mecánica

Ejemplo de flexión mecánica: arriba, un elemento tal como una barra se encuentra en estado de reposo; en la figura de abajo dicho elemento es sometido a una fuerza. El elemento, en consecuencia, se dobla en el mismo sentido de la fuerza.

En ingeniería se denomina flexión al tipo de deformación que presenta un elemento estructural alargado en una dirección perpendicular a su eje longitudinal. El término "alargado" se aplica cuando una dimensión es dominante frente a las otras. Un caso típico son las vigas, las que están diseñadas para trabajar, principalmente, a flexión. Igualmente, el concepto de flexión se extiende a elementos estructurales superficiales como placas o láminas.
El rasgo más destacado es que un objeto sometido a flexión presenta una superficie de puntos llamada fibra neutra tal que la distancia a lo largo de cualquier curva contenida en ella no varía con respecto al valor antes de la deformación. El esfuerzo que provoca la flexión se denomina momento flector.

## Flexión en vigas y arcos
Las vigas o arcos son elementos estructurales pensados para trabajar predominantemente en flexión. Geométricamente son prismas mecánicos cuya rigidez depende, entre otras cosas, del momento de inercia de la sección transversal de las vigas. Existen dos hipótesis cinemáticas comunes para representar la flexión de vigas y arcos:
- La hipótesis de Navier-Euler-Bernoulli. En ella las secciones transversales al eje baricéntrico se consideran en primera aproximación indeformables y se mantienen perpendiculares al mismo (que se curva) tras la deformación.
- La hipótesis de Timoshenko. En esta hipótesis se admite que las secciones transversales perpendiculares al eje baricéntrico pasen a formar un ángulo con ese eje baricéntrico por efecto del esfuerzo cortante.

### Teoría de Euler-Bernoulli

Viga en voladizo de sección cuadrada sometida a flexión recta simple, mediante una carga en el extremo libre. La animación muestra una simulación mediante el método de los elementos finitos, donde se observan tensiones crecientes cerca de la sección empotrada a medida que se incrementa la carga (y también la deflexión debida a ella).

La teoría de Euler-Bernoulli para el cálculo de vigas es la que se deriva de la hipótesis cinemática de Euler-Bernouilli, y puede emplearse para calcular tensiones y desplazamientos sobre una viga o arco de longitud de eje grande comparada con el canto máximo o altura de la sección transversal.
Para escribir las fórmulas de la teoría de Euler-Bernouilli conviene tomar un sistema de coordenadas adecuado para describir la geometría, una viga es de hecho un prisma mecánico sobre el que se pueden considerar las coordenadas (s, y, z) con s la distancia a lo largo del eje de la viga e (y, z) las coordenadas sobre la sección transversal. Para el caso de arcos este sistema de coordenas es curvilíneo, aunque para vigas de eje recto puede tomarse como cartesiano (y en ese caso s se nombra como x). Para una viga de sección recta la tensión el caso de flexión compuesta esviada la tensión viene dada por la fórmula de Navier:

{\displaystyle \sigma (x,y,z)={\frac {N_{x}(x)}{A}}+{\frac {zI_{z}-yI_{yz}}{I_{z}I_{y}-I_{yz}^{2}}}M_{y}(x)-{\frac {yI_{y}-zI_{yz}}{I_{z}I_{y}-I_{yz}^{2}}}M_{z}(x)}

Donde:
{\displaystyle I_{y},I_{z}\;} son los segundos momentos de área (momentos de inercia) según los ejes Y y Z.
{\displaystyle I_{yz}\;} es el momento de área mixto o producto de inercia según los ejes Z e Y.
{\displaystyle M_{y}(x),M_{z}(x)\;} son los momentos flectores según las direcciones Y y Z, que en general varíarán según la coordenada x.
{\displaystyle N_{x}(x)\;} es el esfuerzo axial a lo largo del eje.
Si la dirección de los ejes de coordenadas (y, z) se toman coincidentes con las  direcciones principales de inercia entonces los productos de inercia se anulan y la ecuación anterior se simplifica notablemente. Además si se considera el caso de flexión simple no-desviada las tensiones según el eje son simplemente:

{\displaystyle \sigma (x,y,z)=-{\frac {yM_{z}(x)}{I_{z}}}}

Por otro lado, en este mismo caso de flexión simple no esviada, el campo de desplazamientos, en la hipótesis de Bernoulli, viene dada por la ecuación de la curva elástica:

{\displaystyle {\frac {d^{2}w(x)}{dx^{2}}}={\frac {M_{z}(x)}{EI_{z}}}\qquad \Rightarrow \qquad {\frac {d^{4}w(x)}{dx^{4}}}={\frac {q_{L}(x)}{EI_{z}}}}

Donde:
{\displaystyle w(x)\,} representa la flecha, o desplazamiento vertical, respecto de la posición inicial sin cargas.
{\displaystyle M_{z}(x)\,} representa el momento flector a lo largo de la ordenada x.
{\displaystyle I_{z}\,} el segundo momento de inercia de la sección transversal.
{\displaystyle E\,} el módulo de elasticidad del material.
{\displaystyle q_{L}(x)\,} representa las cargas a lo largo del eje de la viga.

### Teoría de Timoshenko

Esquema de deformación de una viga que ilustra la diferencia entre la teoría de Timoshenko y la teoría de Euler-Bernouilli: en la primera θ_{i} y dw/dx_{i} no tienen necesariamente que coincidir, mientras que en la segunda son iguales.

La diferencia fundamental entre la teoría de Euler-Bernouilli y la teoría de Timoshenko es que en la primera el giro relativo de la sección se aproxima mediante la derivada del desplazamiento vertical, esto constituye una aproximación válida sólo para piezas largas en relación con las dimensiones de la sección transversal, y entonces sucede que las deformaciones debidas al esfuerzo cortante son despreciables frente a las deformaciones ocasionadas por el momento flector. En la teoría de Timoshenko, donde no se desprecian las deformaciones debidas al cortante y por tanto es válida también para vigas cortas, la ecuación de la curva elástica viene dada por el sistema de ecuaciones más complejo:

{\displaystyle {\begin{cases}G\left({\cfrac {dw}{dx}}-\theta _{z}\right)={\cfrac {V_{y}}{A}}\\E\left({\cfrac {d\theta _{z}}{dx}}\right)={\cfrac {M_{z}}{I_{z}}}\end{cases}}}

Derivando la primera de las dos ecuaciones anteriores y substituyendo en ella la segunda llegamos a la ecuación de la curva elástica incluyendo el efecto del esfuerzo cortante:

{\displaystyle {\frac {d^{2}w}{dx^{2}}}={\frac {1}{GA}}{\frac {dV_{y}}{dx}}+{\frac {M_{z}}{EI_{z}}}}

## Flexión en placas y láminas
Una placa es un elemento estructural que puede presentar flexión en dos direcciones perpendiculares. Existen dos hipótesis cinemáticas comunes para representar la flexión de placas y láminas:
- La hipótesis de Love-Kirchhoff
- La hipótesis de Reissner-Mindlin.

Siendo la primera el análogo para placas de la hipótesis de Navier-Bernouilli y el segundo el análogo de la hipótesis de Timoshenko.

### Teoría de Love-Kirchhoff
La teoría de placas de Love-Kirchhoff es la que se deriva de la hipótesis cinemática de Love-Kirchhoff para las mismas y es análoga a la hipótesis de Navier-Bernouilli  para vigas y por tanto tiene limitaciones similares, y es adecuada sólo cuando el espesor de la placa es suficientemente pequeño en relación con su largo y ancho.
Para una placa de espesor constante h emplearemos un sistema de coordenadas cartesianas con (x, y) según el plano que contiene a la placa, y el eje z se tomará según la dirección perpendicular a la placa (tomando z = 0 en el plano medio). Con esos ejes de coordenadas las tensiones según las dos direcciones perpendiculares de la placa son:

{\displaystyle \sigma _{x}(x,y,z)={\frac {m_{x}z}{I_{b}}}\qquad \sigma _{y}(x,y,z)={\frac {m_{y}z}{I_{b}}}}

Donde:
{\displaystyle I_{b}=h^{3}/12\;}, es el segundo momento de área por unidad de ancho.
{\displaystyle h\,} es el espesor de la placa.
{\displaystyle m_{x},m_{y}\;=h^{3}/12}, son los momentos flectores por unidad de ancho, que pueden relacionarse con el campo de desplazamientos verticales w(x,y) mediante las siguientes ecuaciones:

{\displaystyle m_{x}=-D\left[{\frac {\partial ^{2}w(x,y)}{\partial x^{2}}}+\nu {\frac {\partial ^{2}w(x,y)}{\partial y^{2}}}\right]\qquad m_{y}=-D\left[{\frac {\partial ^{2}w(x,y)}{\partial y^{2}}}+\nu {\frac {\partial ^{2}w(x,y)}{\partial x^{2}}}\right]}

Para encontrar la flecha que aparece en la ecuación anterior es necesario resolver una ecuación en derivadas parciales que es el análogo bidimensional a la ecuación de la curva elástica:

{\displaystyle {\frac {\partial ^{4}w(x,y)}{\partial x^{4}}}+2{\frac {\partial ^{4}w(x,y)}{\partial x^{2}\partial y^{2}}}+{\frac {\partial ^{4}w(x,y)}{\partial y^{4}}}={\frac {q_{S}(x,y)}{D}}}

El factor:

{\displaystyle D={\frac {Eh^{3}}{12(1-\nu ^{2})}}}

se llama rigidez flexional de placas donde:
{\displaystyle E,\nu \,} son las constantes elásticas del material: módulo de Young y coeficiente de Poisson.
{\displaystyle h\,} es el espesor de la placa.

### Teoría de Reissner-Mindlin
La teoría de Reissner-Mindlin es el análogo para placas de la teoría de Timoshenko para vigas. Así en esta teoría, a diferencia de la teoría más aproximada de Love-Kirchhoff, el vector normal al plano medio de la placa una vez deformada la placa no tiene por qué coincidir con el vector normal a la superficie media deformada.